# Komisja Spraw Emigracji i Łączności z Polakami za Granicą
Komisja Spraw Emigracji i Łączności z Polakami za Granicą (wcześniej Komisja Emigracji i Polaków za Granicą oraz Komisja Spraw Emigracji i Polaków za Granicą) - jedna ze stałych komisji polskiego senatu.
Przedmiotem działania komisji są: więzi z krajem, sprawy Polaków i osób polskiego pochodzenia zamieszkałych za granicą i ich sytuacja prawna, inicjowanie i koordynacja współpracy środowisk polonijnych, ochrona dziedzictwa polskiej kultury i historii za granicą, opiniowanie dla Prezydium Senatu planu i wykonania zadań zleconych przez Prezydium Senatu w zakresie opieki nad Polonią i Polakami za granicą oraz dystrybucja środków pieniężnych dla organizacji polonijnych. Sejmowym odpowiednikiem Komisji jest Komisja Łączności z Polakami za Granicą.

## Prezydium komisjiSenatu XI kadencji
- Bogdan Borusewicz (KO) – przewodniczący (od 22 grudnia 2023)[3],
- Małgorzata Sekuła-Szmajdzińska (Lewica) – zastępca przewodniczącego,
- Kazimierz Ujazdowski (KO) – zastępca przewodniczącego,
- Alicja Zając (PiS) – zastępca przewodniczącego,
- Wojciech Ziemniak – (KO) – zastępca przewodniczącego.
- Tomasz Grodzki (KO) – przewodniczący od 29 listopada do 22 grudnia 2023[4]

## Prezydium komisji wSenacie X kadencji
- Kazimierz Ujazdowski (KO) – przewodniczący,
- Maria Koc (PiS) – zastępca przewodniczącego,
- Janina Sagatowska (PiS) – zastępca przewodniczącego,
- Wojciech Ziemniak (KO) – zastępca przewodniczącego[5].

## Prezydium komisji wSenacie IX kadencji
- Janina Sagatowska (PiS) – przewodniczący,
- Stanisław Gogacz (PiS) – zastępca przewodniczącego,
- Maciej Łuczak (PiS) – zastępca przewodniczącego,
- Grażyna Sztark (PO-KO) – zastępca przewodniczącego,
- Artur Warzocha (PiS) – zastępca przewodniczącego[6].

## Prezydium komisji wSenacie VIII kadencji
- Andrzej Person (PO) – przewodniczący,
- Łukasz Abgarowicz (PO) – zastępca przewodniczącego,
- Barbara Borys-Damięcka (PO) – zastępca przewodniczącego,
- Janina Sagatowska (PiS) – zastępca przewodniczącego[7].